# Glyptothorax
Glyptothorax és un gènere de peixos de la família dels sisòrids i de l'ordre dels siluriformes.

## Distribució geogràfica
Es troba des de la conca de la mar Negra al nord de Turquia i Àsia Menor (conques dels rius Tigris i Eufrates) fins al riu Iang-tsé (Xina), el subcontinent indi, Indoxina i Indonèsia (Java).

## Taxonomia
- Glyptothorax annandalei (Hora, 1923)
- Glyptothorax armeniacus (Berg, 1918)
- Glyptothorax botius (Hamilton, 1822)[3]
- Glyptothorax brevipinnis (Hora, 1923)
- Glyptothorax buchanani (Smith, 1945)
- Glyptothorax callopterus (Smith, 1945)
- Glyptothorax cavia (Hamilton, 1822)
- Glyptothorax chindwinica (Vishwanath & Linthoingambi, 2007)[4]
- Glyptothorax conirostre (Steindachner, 1867)
- Glyptothorax coracinus (Ng & Rainboth, 2008)[5]
- Glyptothorax cous (Linnaeus, 1766)
- Glyptothorax davissinghi (Manimekalan & Das, 1998)[6]
- Glyptothorax deqinensis (Mo & Chu, 1986)
- Glyptothorax dorsalis (Vinciguerra, 1890)
- Glyptothorax exodon (Ng & Rachmatika, 2005)[7]
- Glyptothorax filicatus (Ng & Freyhof, 2008)[8]
- Glyptothorax fokiensis (Rendahl, 1925)[9]
- Glyptothorax fuscus (Fowler, 1934)
- Glyptothorax garhwali (Tilak, 1969)
- Glyptothorax gracilis (Günther, 1864)
- Glyptothorax granulus (Vishwanath & Linthoingambi, 2007)[4]
- Glyptothorax honghensis (Li, 1984)
- Glyptothorax housei (Herre, 1942)[10]
- Glyptothorax indicus (Talwar, 1991)
- Glyptothorax interspinalum (Mai, 1978)
- Glyptothorax jalalensis (Balon & Hensel, 1970)[11]
- Glyptothorax kashmirensis (Hora, 1923)
- Glyptothorax kurdistanicus (Berg, 1931)
- Glyptothorax laak (Popta, 1904)
- Glyptothorax lampris (Fowler, 1934)
- Glyptothorax laosensis (Fowler, 1934)
- Glyptothorax lonah (Sykes, 1839)[12]
- Glyptothorax longicauda (Li, 1984)
- Glyptothorax longjiangensis (Mo & Chu, 1986)
- Glyptothorax macromaculatus (Li, 1984)
- Glyptothorax madraspatanum (Day, 1873)
- Glyptothorax major (Boulenger, 1894)
- Glyptothorax manipurensis (Menon, 1955)
- Glyptothorax minimaculatus (Li, 1984)
- Glyptothorax minutus (Hora, 1921)
- Glyptothorax naziri (Mirza & Naik, 1969)
- Glyptothorax nelsoni (Ganguly, Datta & Sen, 1972)
- Glyptothorax ngapang (Vishwanath & Linthoingambi, 2007)[4]
- Glyptothorax nieuwenhuisi (Vaillant, 1902)
- Glyptothorax obscura (Li, 1984)
- Glyptothorax pallozonum (Lin, 1934)
- Glyptothorax panda (Ferraris & Britz, 2005)[13]
- Glyptothorax pectinopterus (McClelland, 1842)
- Glyptothorax platypogon (Valenciennes, 1840)
- Glyptothorax platypogonides (Bleeker, 1855)
- Glyptothorax plectilis (Ng & Hadiaty, 2008)[14]
- Glyptothorax poonaensis (Hora, 1938)
- Glyptothorax prashadi (Mukerji, 1932)
- Glyptothorax punjabensis (Mirza & Kashmiri, 1971)
- Glyptothorax quadriocellatus (Mai, 1978)
- Glyptothorax rugimentum (Ng, 2008)[15]
- Glyptothorax saisii (Jenkins, 1910)
- Glyptothorax siamensis (Hora, 1923)
- Glyptothorax silviae (Coad, 1981)[16]
- Glyptothorax sinensis (Regan, 1908)[17]
- Glyptothorax steindachneri (Pietschmann, 1913)
- Glyptothorax stocki (Mirza & Nijssen, 1978)[18]
- Glyptothorax stolickae (Steindachner, 1867)
- Glyptothorax strabonis (Ng & Freyhof, 2008)[8]
- Glyptothorax striatus (McClelland, 1842)
- Glyptothorax sufii (Asghar Bashir & Mirza, 1975)
- Glyptothorax telchitta (Hamilton, 1822)
- Glyptothorax tiong (Popta, 1904)
- Glyptothorax trewavasae (Hora, 1938)
- Glyptothorax trilineatus (Blyth, 1860)
- Glyptothorax ventrolineatus (Vishwanath & Linthoingambi, 2005)
- Glyptothorax zanaensis (Wu, He & Chu, 1981)
- Glyptothorax zhujiangensis (Lin, 2003)[19][20][21][22][23][24][25][26]